# Orar (obiect de cult)

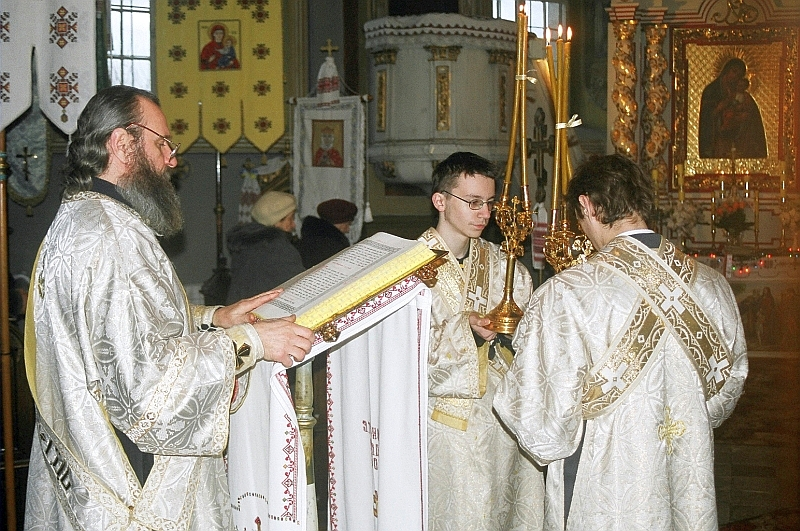
Doi ipodiaconi purtând orar în timpul citirii Evangheliei de către preot.

Orarul este un veșmânt bisericesc în formă de fâșie lungă și îngustă de stofă, purtat de diacon peste stihar în timpul slujbei religioase. El este confecționat din bumbac, mătase sau in și este brodat cu fire argintii sau aurii, care formează cruci, frunze sau spice de grâu. De obicei este realizat din același material ca stiharul diaconesc.
După obiceiul inițiat în veacul al XVIII-lea, capătul din față a orarului se petrece în diagonală peste piept și, trecându-l pe sub brațul drept, este adus prin spate iarăși peste umărul stâng, atârnând astfel acest capăt în față, iar celălalt pe spate.
Orarul este purtat și de ipodiacon (cu rang mai mic decât cel de diacon). Acesta este îmbrăcat în stihar, cu un orar legat în jurul mijlocului până peste umeri (formând o cruce în X în spate), și cu capetele atârnând în față, petrecute pe sub orarul din jurul mijlocului.
Termenul de orar provine de la verbul latinesc oro, orare – a se ruga -, fiindcă prin acest veșmânt se dădea în vechime semnalul începerii rugăciunii obștești. În prezent, ridicarea lui în sus de către slujitor în timpul rostirii ecteniilor sau a diferitelor formule liturgice invită pe credincioși la rugăciune sau la ascultarea cu atenție a ceea ce se rostește în biserică.
Orarul reprezintă o componentă distinctivă și obligatorie a odăjdiilor diaconești, fără de care diaconul de orice treaptă nu are voie să oficieze nici un fel de serviciu religios. Ele sunt confecționate dintr-o fâșie de țesătură de in, de bumbac sau de mătase, lungă de aproximativ trei metri și lată de circa 8-12 cm, care se brodează cu motive stilistice vegetale și simbolice sau cu chipuri de serafimi dispuse pe toată lungimea sa, însoțite de cuvintele „sfânt, sfânt, sfânt”.
Orarul se poartă pe pe deasupra stiharului, petrecut peste umărul stâng, pe sub brațul drept și din nou peste umărul stâng, un capăt căzând liber în față, iar altul în spate. Uneori se poartă și pe ambii umeri, încrucișat la spate și cu amândouă capetele aduse în față. 

## Vezi și
- Stihar
- Diacon